# Rhamnella forrestii
Rhamnella forrestii är en brakvedsväxtart som beskrevs av William Wright Smith. Rhamnella forrestii ingår i släktet Rhamnella och familjen brakvedsväxter. Inga underarter finns listade i Catalogue of Life.